# 띠 (전례복)

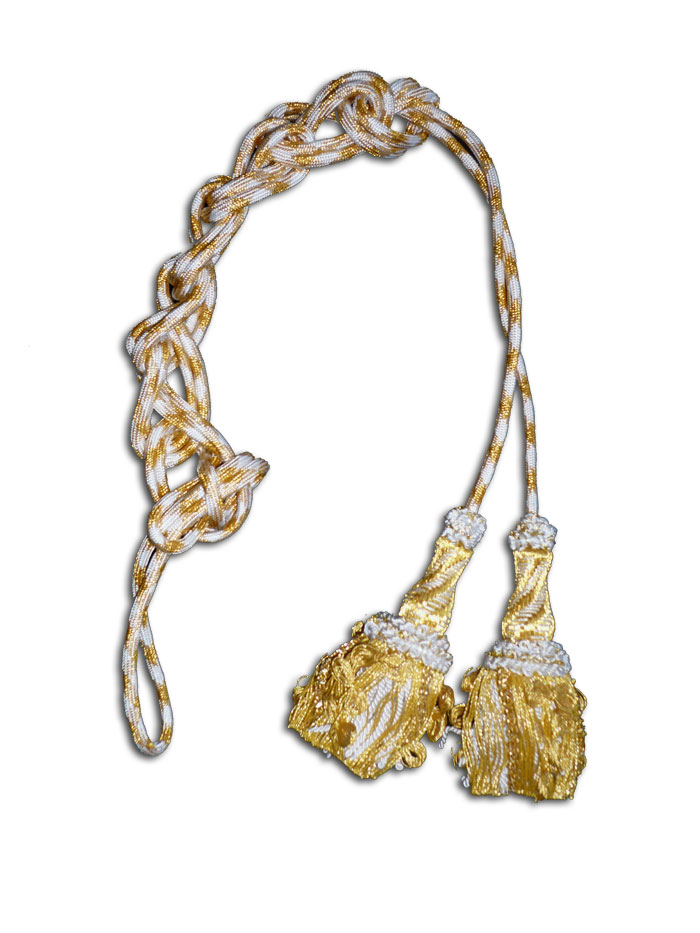
금색과 흰색을 섞어서 짠 띠

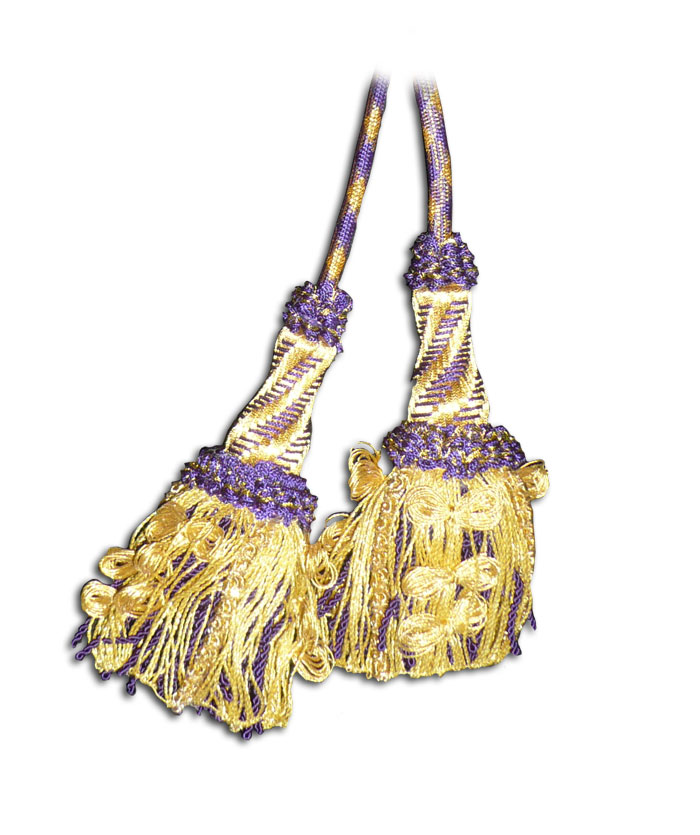
금색과 보라색을 섞어서 짠 띠

띠(라틴어: cingulum)는 주로 로마 가톨릭교회에서 사용하는 전례복이다. 사제가 장백의를 입을 때 통상 허리 부분에 띠를 두르게 되어 있다. 다만 장백의가 띠 없이도 몸에 잘 맞으면 띠는 생략할 수 있다. 띠는 보통으로 흰색이다. 경우에 따라 전례색과 같은 색깔의 띠나 화려한 띠를 사용할 수 있다.

## 기도문과 상징
띠를 두르면서 바치는 기도문(트리엔트 미사경본)은 아래와 같다.
주님, 저를 순결의 띠로 묶어 주소서. 제 허리에서 비천한 욕정을 없애시어 제 안에 절제와 정결의 덕을 쌓게 하소서. 
(라틴어: Praecinge me, Domine, cingulo puritatis, et extingue in lumbis meis humorem libidinis; ut maneat in me virtus continentiae et castitatis.)
이 기도문은 참회의 성격을 지니고 있으며, 구약 성경 탈출기(Exodus) 12장 11절에서 유다인들이 허리에 띠를 두르고 파스카 양을 먹었던 것을 기억한다. 

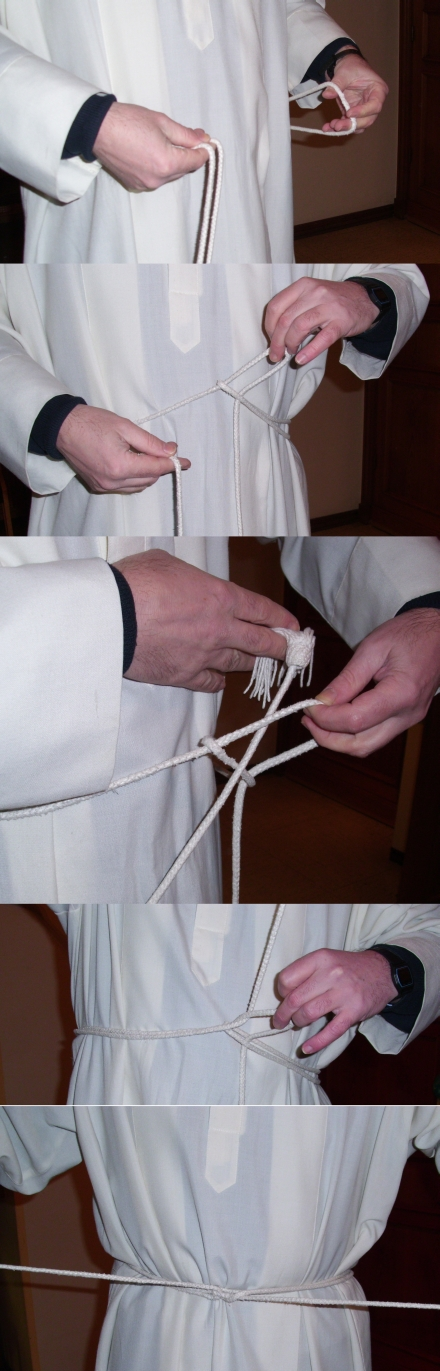
장백의 위에 띠를 두르는 방법